# Edmond Bonnaffé
Pour les articles homonymes, voir Bonnaffé.
Edmond Bonnaffé (Le Havre, 9 décembre 1825 - Paris, 23 novembre 1903) est un historien d'art et collectionneur français.

## Biographie
Arrière-petit-fils du richissime armateur bordelais François Bonnaffé, Edmond Bonaffé, né au Havre en 1825, est un critique d'art, archéologue, érudit et collectionneur. Il a collaboré avec la Gazette des Beaux-Arts, le Journal des arts, la Revue des deux mondes et la Revue de Paris. Il remarquait en particulier qu' « à côté des grandes seigneurs de Paris et des villes principales, adorateurs exclusifs du grand art, se formait une armée d'hommes modestes et clairvoyants qui recueillaient, petit à petit, les miettes de la curiosité. C'étaient des médecins, des chanoines, des apothicaires... »

## Œuvres
- Les Collectionneurs de l'ancienne Rome, notes d'un amateur, Ed A. Aubry, 1867.
- Causeries sur l'art et la curiosité, Paris, A. Quantin, 1878. lire en ligne.
- Inventaire de la duchesse de Valentinois, Charlotte d'Albret, Paris, A. Quantin, 1878.
- Physiologie du curieux, lire en ligne, 1881.
- Dictionnaire des amateurs français au XVIIe siècle, Paris, A. Quantin, 1884. lire en ligne
- Bordeaux il y a cent ans. Un armateur bordelais [François Bonnaffé], sa famille et son entourage (1740-1809) lire en ligne, Paris, 1887.
- Le meuble en France au XVIe siècle, lire en ligne, 1887.
- Eugène Piot, Paris, éd. Étienne Charvay, 1890.
- Études sur la Renaissance. — Les Livres de civilité, « Revue des Deux Mondes », n°117, 1893.